# Gemeinschaft der Wohnungseigentümer
Die Gemeinschaft der Wohnungseigentümer (kurz GdW) ist eine parteiungebundene Interessengemeinschaft für Wohnungseigentümer und Wohnungseigentumsbewerber in Österreich mit Sitz in Wien. Sie wird vom Bundesministerium für Justiz wie auch vom österreichischen Nationalrat zur Begutachtung von Gesetzesentwürfen konsultiert.
Die Gemeinschaft wurde im Jahre 1964 von einer Bürgerinitiative in einer Wiener Großwohnanlage zur Abwehr von Missständen gegründet, für die dort der Bauträger und die Hausverwaltung verantwortlich waren. Organisiert ist die Interessensgemeinschaft über einen Verein, augenblicklich ist der Jurist Dr. Werner Steiner der Obmann des Vereins. Persönliche Beratungen werden in Wien, Innsbruck, Salzburg und Graz angeboten und es werden jährlich rund 3000 Beratungen durchgeführt.
Ziel der GdW ist die Situation der Wohnungseigentümer im Allgemeinen und im Einzelfall zu verbessern sowie ein ausgewogenes Verhältnis, zum Beispiel zwischen Wohnungseigentümern einerseits und Wohnungseigentumsorganisatoren und Verwaltern anderseits, zu schaffen.
Der Verein publiziert die viermal jährlich erscheinende Zeitschrift GdW-Informationen, Österreichs Konsumentenzeitschrift für Fragen des Wohnungseigentums, sowie Merkblätter und Formulare.